# 투르기
투르기(Turgi)는 리마트 계곡(Limmattal)에 위치한 스위스 아르가우주의 바덴 지역에 있는 시정촌이다.
2002년 투르기는 건축 유산 보존 공로로 바커상을 수상했다.

## 역사
1883년 시정촌이 게벤슈토르프에서 분리되면서 만들어졌다.

## 지리

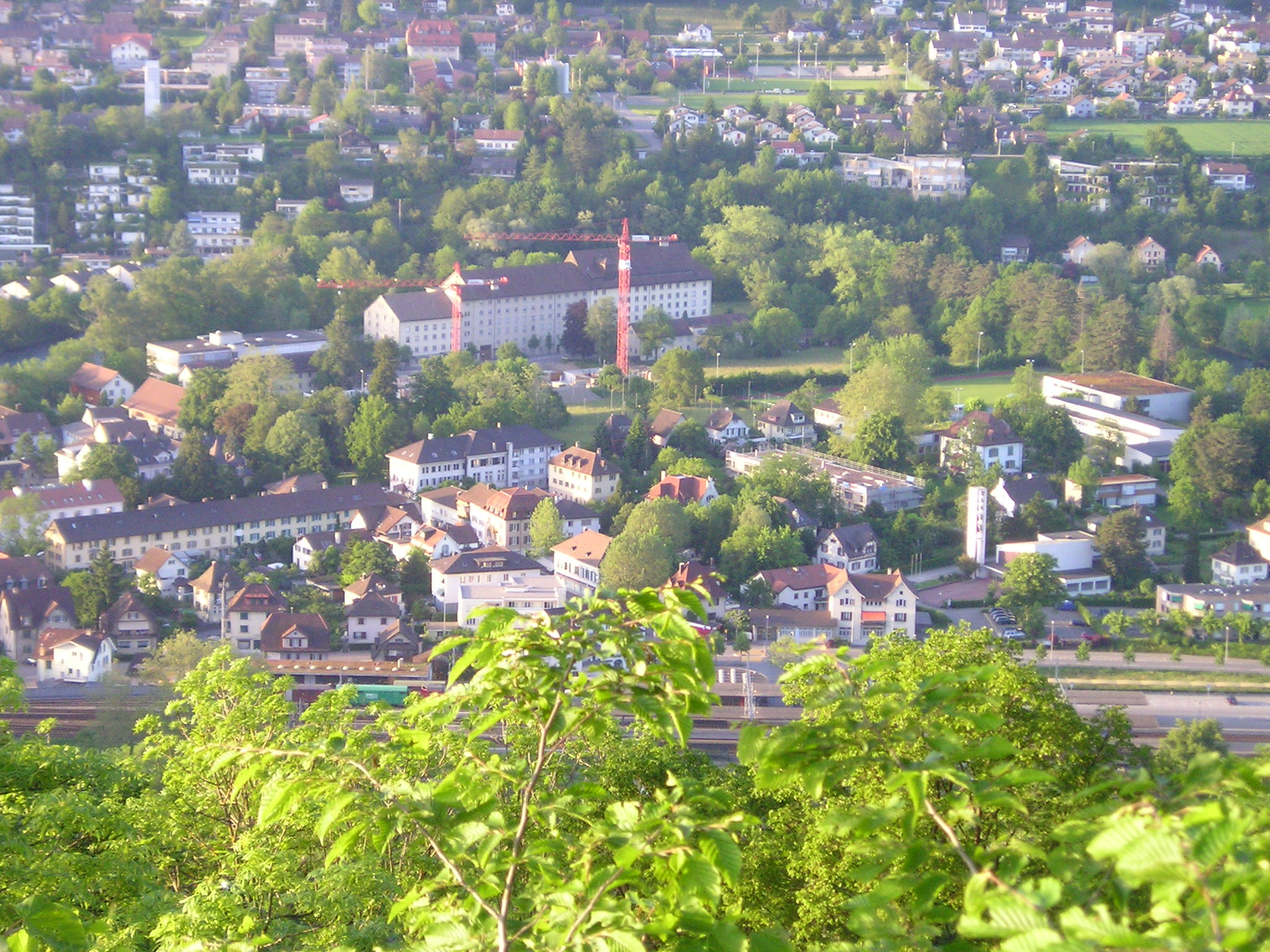
투르기

투르기의 면적은 2006년 기준으로 1.5k㎡이다. 이 지역의 17.6%는 농업용으로 사용되며, 35.9%는 산림이다. 나머지 토지 중 42.5%는 정착지(건물 또는 도로)이고 나머지(3.9%)는 불모지(강 또는 호수)이다.

## 인구통계
2020년 12월 31일 기준, 투르기의 인구는 2,963명이다. 2008년 현재 전체 인구의 40.5%가 외국인이다. 지난 10년 동안 인구는 17%의 비율로 증가했다. 2000년 기준, 인구 대부분은 독일어(73.2%)를 사용하며, 이탈리아어가 두 번째로 많이 사용(7.6%)하고, 알바니아어가 세 번째(3.2%)이다.
2008년 현재 투르기의 연령 분포는 다음과 같다. 332명 또는 인구의 11.5%는 0세에서 9세 사이이고 298명 또는 10.4%는 10세에서 19세 사이이다. 성인 인구 중 451명 또는 인구의 15.7%가 20세에서 29세 사이이다. 424명(14.7%)은 30~39세, 485명(16.8%)은 40~49세, 390명(13.5%)은 50~59세이다. 고령자 분포는 238명(인구의 8.3%)이 60세 이상이다. 69세는 70~79세가 162명(5.6%), 80~89세가 86명(3.0%), 90세 이상이 13명(0.5%)이다.
2000년 기준 1~2인 가구는 199가구, 3~4인 가구는 650가구, 5인 이상 가구는 225가구이다. 가구당 평균 인구는 2.15명이었다. 2008년에는 총 1,362가구 및 아파트 중 280가구(전체의 20.6%)가 있었다. 공실률 0.4%에 총 5채의 공실이 있었다. 2007년 기준 신규주택 건설률은 인구 1000명당 29.4세대이다.
2007년 연방 선거에서 가장 인기 있는 정당은 33%의 득표율을 기록한 SVP였다. 다음으로 가장 인기 있는 3개 정당은 SP (23.4%), 녹색당 (11.5%), FDP (11.3%)였다.
투르기에서는 인구의 약 65.7%(25-64세)가 비필수 고등교육 또는 추가 고등교육(대학 또는 응용학문대학)을 완료했다. 학령인구(2008/2009 학년도) 중 초등학교에 다니는 학생은 224명, 시정촌에서 고등교육 또는 대학에 다니는 학생은 171명이다.
역사적 인구는 다음 표에 나와 있다.
| 연도 | 인구  | ±%    |
| ---- | ----- | ----- |
| 1975 | 2,702 | —     |
| 1980 | 2,638 | −2.4% |
| 1990 | 2,616 | −0.8% |
| 2000 | 2,446 | −6.5% |

## 경제

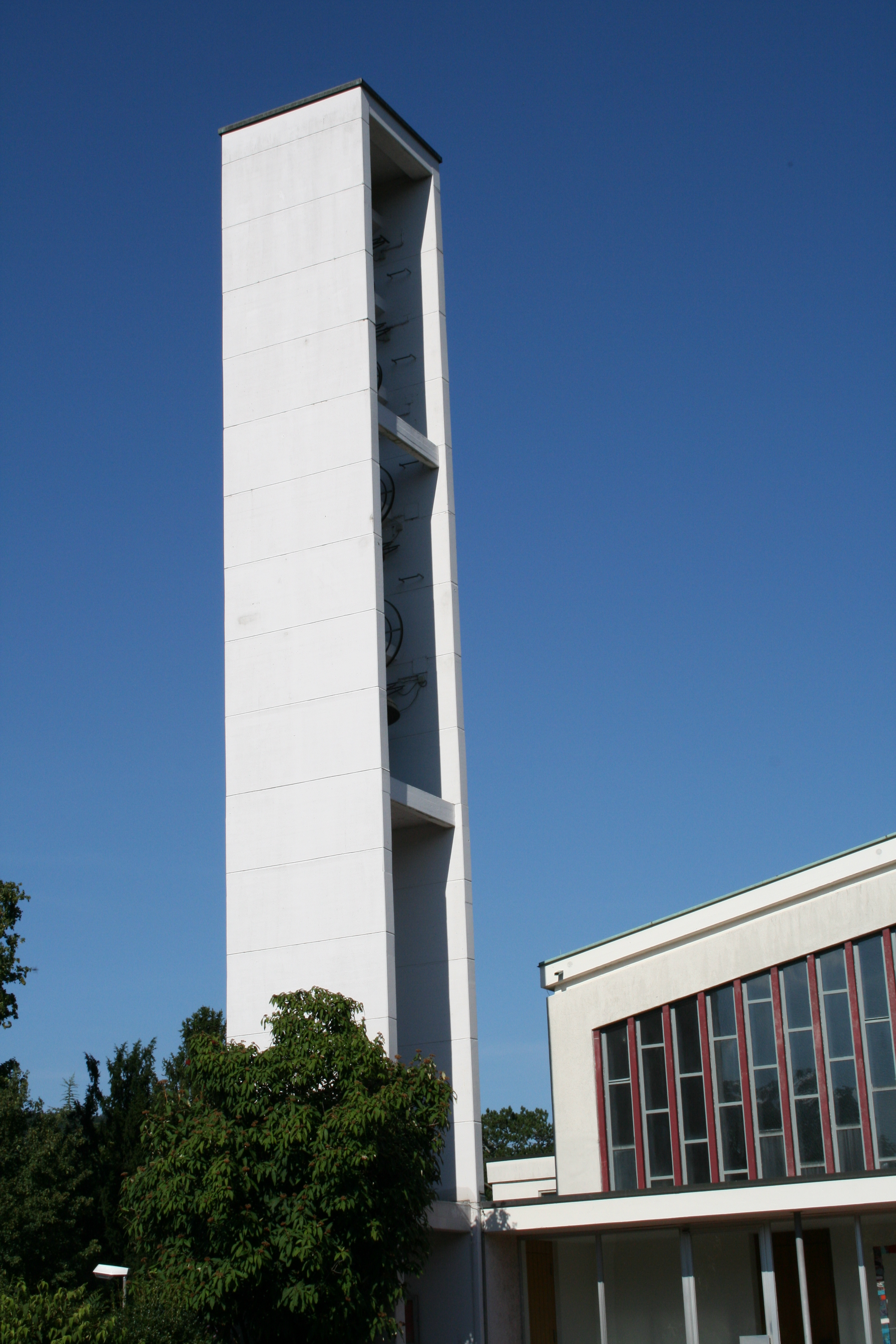
투르기의 스위스 개혁 교회

2007년 현재 투르기의 실업률은 3.37%이다. 2005년 기준으로 1차 경제 부문에 7명이 고용되어 있고, 이 부문에 약 2개 기업이 참여하고 있다. 1,162명이 2차 부문에 고용되어 있고, 이 부문에 20개의 기업이 있다. 485명이 3차 부문에 고용되어 있으며, 이 부문에는 85개의 기업이 있다.
2000년 기준으로 자치단체에 거주하는 총 근로자는 1,307명이다. 이 중 1,091명(83.5%)의 거주자가 투르기 외곽에서 일했고, 1,560명이 일을 위해 지자체로 통근했다. 지자체에는 총 1,776개의 일자리(주당 최소 6시간)가 있었다. 근로 인구의 35.5%가 대중교통을 이용하여 출퇴근하고 37.8%가 자가용을 이용하였다.

## 교통
투르기역은 S12 노선에 있는 취리히 S-반의 정류장이다.

## 종교
2000년 인구조사에 따르면 1,043명(43.5%)이 로마 가톨릭 신자이고, 585명(24.4%)이 스위스 개혁 교회에 속해 있다. 나머지 인구 중 크리스찬 가톨릭 교회 신자는 3명(전체 인구의 약 0.13%)이다.